# Малышев, Сергей Иванович (металлург)
Сергей Иванович Малышев (1906 — 1971) — советский металлург, лауреат Ленинской (1962) и Сталинской премий (1942) .

## Биография
Родился 25 (12) сентября 1906 года в с. Большое Грибово Можайского уезда Московской губернии.
Окончил рабфак при Институте народного хозяйства им. Г. В. Плеханова (1928), учился в Московской горной академии, но в связи с ее разделением на шесть вузов закончил Московский институт стали им. И. В. Сталина (1932).
Трудовая деятельность:
- 1932—1938 мастер по плавкам, начальник смены, заместитель начальника цеха Златоустовского металлургического завода (Челябинская область).
- 1938—1941 инженер Главспецстали
- 1941—1946 начальник мартеновского цеха № 1 Златоустовского металлургического завода
- 1946—1949 на руководящих должностях в Главспецстали
- 1949—1951 командировка в КНР
- 1951—1953 командировка в ЧССР
- 1953—1957 командировка в КНР
- 1957—1962 главный инженер Руставского металлургического завода (Грузинская ССР)
- 1962—1963 главный инженер Бхилайского металлургического комбината (Индия).

В последующем работал в Министерстве черной металлургии СССР и в Центральном НИИ чёрной металлургии.
Умер в 1971 в Сумгаите Азербайджанской ССР во время командировки на трубопрокатный завод.
Сталинская премия 1942 года — мартеновский цех ЗМЗ под руководством Малышева сумел быстро нарастить производство металла для нужд фронта (деньги направил на строительство боевого самолета «Советский металлург»).
Ленинская премия 1962 года за работы по автоматизации трубопрокатного стана «400» Руставского металлургического завода.
Награждён орденом Ленина (1962).